# Cameron Buchanan
Cameron Buchanan (Holytown, 31 de julio de 1928-Kirkcaldy, 10 de septiembre de 2008) fue un futbolista escocés.
Buchanan se convirtió en el jugador más joven que debutó con el Wolverhampton Wanderers cuando jugó contra West Bromwich Albion en septiembre de 1942, con 14 años y 57 días. En periodo de guerra, jugó 18 partidos en total.
Permaneció en el club cuando la Liga de Fútbol se reanudó después de la Segunda Guerra Mundial en 1946, pero nunca apareció en un partido oficial del club. Se trasladó al Bournemouth en 1949, y durante cinco temporadas anotó 18 goles en 83 partidos. Tuvo un breve paso por el equipo canadiense Montreal Ukrainia antes de regresar al Reino Unido con el Norwich City.
Murió el 10 de septiembre de 2008 a los 80 años. Había sufrido demencia.

## Clubes
| Club                    | País       | Año       | Partidos | Goles |
| ----------------------- | ---------- | --------- | -------- | ----- |
| Wolverhampton Wanderers | Inglaterra | 1942-1949 |          |       |
| Bournemouth             | Inglaterra | 1949-1955 | 83       | 19    |
| Montreal Ukrainia       | Canadá     | 1955-1956 |          |       |
| Norwich City            | Inglaterra | 1956-1957 | 3        |       |